# Ascosphaera celerrima
Ascosphaera celerrima är en svampart som beskrevs av Skou 1988. Ascosphaera celerrima ingår i släktet Ascosphaera och familjen Ascosphaeraceae.   Inga underarter finns listade i Catalogue of Life.